# Jørnevik (przystanek kolejowy)
Jørnevik – kolejowy przystanek osobowy w Jørnevik, w regionie Hordaland w Norwegii, jest oddalona od Oslo Sentralstasjon o 410,24 km.

## Ruch pasażerski
Należy do linii Bergensbanen, Jest elementem kolei aglomeracyjnej w Bergen i obsługuje lokalny ruch do Bergen, Voss i Myrdal. W ciągu dnia odchodzi z niej ok. 4 pociągów.

## Obsługa pasażerów
Odprawa podróżnych odbywa się w pociągu.